# Nannocyrtopogon crumbi
Nannocyrtopogon crumbi là một loài ruồi trong họ Asilidae. Nannocyrtopogon crumbi được Wilcox & Martin miêu tả năm 1957. Loài này phân bố ở vùng Tân Bắc giới.